# Reverzní Segnerovo kolo
Reverzní Segnerovo kolo je taková modifikace Segnerovy turbíny (klasického Segnerova kola), při níž pracovní tekutina (obvykle voda nebo vzduch) proudí celým systémem v opačném směru než u běžného Segnerova kola. Vstupuje tedy do trysek na obvodu turbíny zevně a teče směrem k ose rotace.
V komentáři k úlohám Turnaje mladých fyziků je následující zmínka: „Nechyběla ani známá Feynmanova úloha o obráceném Segnerově kole, na kterou se studenti tak často ptají. Bude se Segnerovo kolo otáčet pod vodou při nasávání místo při vystřikování vody? A kterým směrem?“ Richard Feynman tuto úlohu skutečně zpopularizoval ve své knize, konkrétně v kapitole věnované vzpomínkám na Princeton. Úlohu se svými studenty rozebíral teoreticky i experimentálně, postříkal přitom zařízení princetonské cyklotronové laboratoře, když mu praskl skleněný zásobník s vodou, ale žádné řešení nikdy nepublikoval. Nebyl však prvním, kdo se tomuto problému věnoval.
Koncem 19. století experimentoval Ernst Mach s laboratorním modelem zařízení, které nazval reakční kolo (Reactionsrad). Vzduch do svého reakčního kola foukal připojeným balonkem (kolo se roztočilo) nebo jej tímtéž balonkem v reverzním režimu vysával (pokud bylo kolo na začátku experimentu v klidu, v klidu zůstalo). Mach to vysvětloval tím, že při stlačení balonku je vzduch z trysek vyfukován ve formě paprsku jasně definovaným směrem, zatímco při nasávání vstupuje vzduch do obvodových trysek ze všech stran, a proto se kolo neroztočí. Podobná pozorování později učinili nezávisle i jiní.

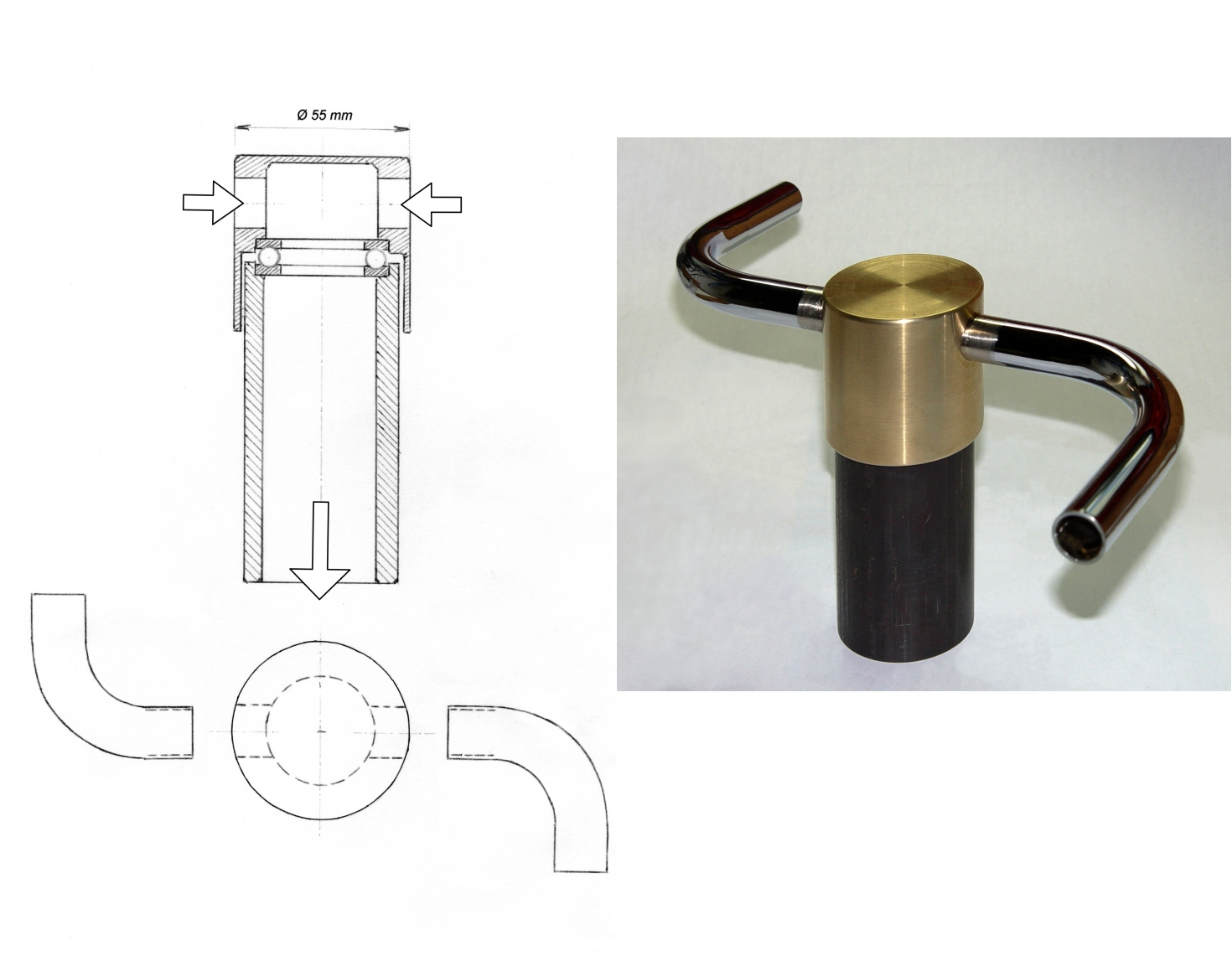
Vzduchové reverzní Segnerovo kolo

Rozbor chování reverzního Segnerova kola, které je v klidu a protéká jím v ustáleném stavu ideální tekutina (kapalina nebo plyn bez vnitřního tření), ukazuje, že na takové kolo působí dva opačně orientované, co do velikosti však shodné silové momenty – kolo se tedy netočí. První silový moment souvisí se spádem tlaku uvnitř potrubí reverzního kola, druhý se silovým působením proudící tekutiny na vnitřní stěnu v oblouku potrubí. Kdyby tedy nebylo viskozity pracovní tekutiny, vykazovalo by reverzní kolo pouze přechodný krouticí moment v okamžiku zahájení průtoku a žádný krouticí moment v ustáleném stavu, což lze vysvětlit s použitím zákona zachování momentu hybnosti.
Existují i takové práce, podle nichž se reverzní kolo točí opačně než běžná Segnerova turbína, i když výrazně pomaleji. To se potom vysvětluje buď disipací energie reálné tekutiny v potrubí reverzního kola, nebo tvorbou vírů uvnitř systému v oblasti přechodu pracovní tekutiny z rotoru do statoru, kterým se tekutina odsává ven. Tuto teorii podporuje zjištění, že k rotaci reverzního kola nedojde, pokud se tvorba vírů potlačí (např. jemnou síťkou uvnitř rotoru). Rozbor chování reverzního Segnerova kola se započítáním všech jemných efektů, k nimž patří např. proudění viskózní pracovní tekutiny, zúžení toku za tryskami, disipace energie, působení Coriolisovy síly při rotaci, vliv vírů, úloha tření v uložení rotoru apod. představuje poměrně komplexní teoretický i experimentální problém.